# Jackie Coogan
John Leslie Coogan Jr. (ur. 26 października 1914 w Los Angeles, zm. 1 marca 1984 w Santa Monica) – amerykański aktor, znany przede wszystkim jako tytułowy Brzdąc (1920) w filmie Charliego Chaplina.

## Życiorys

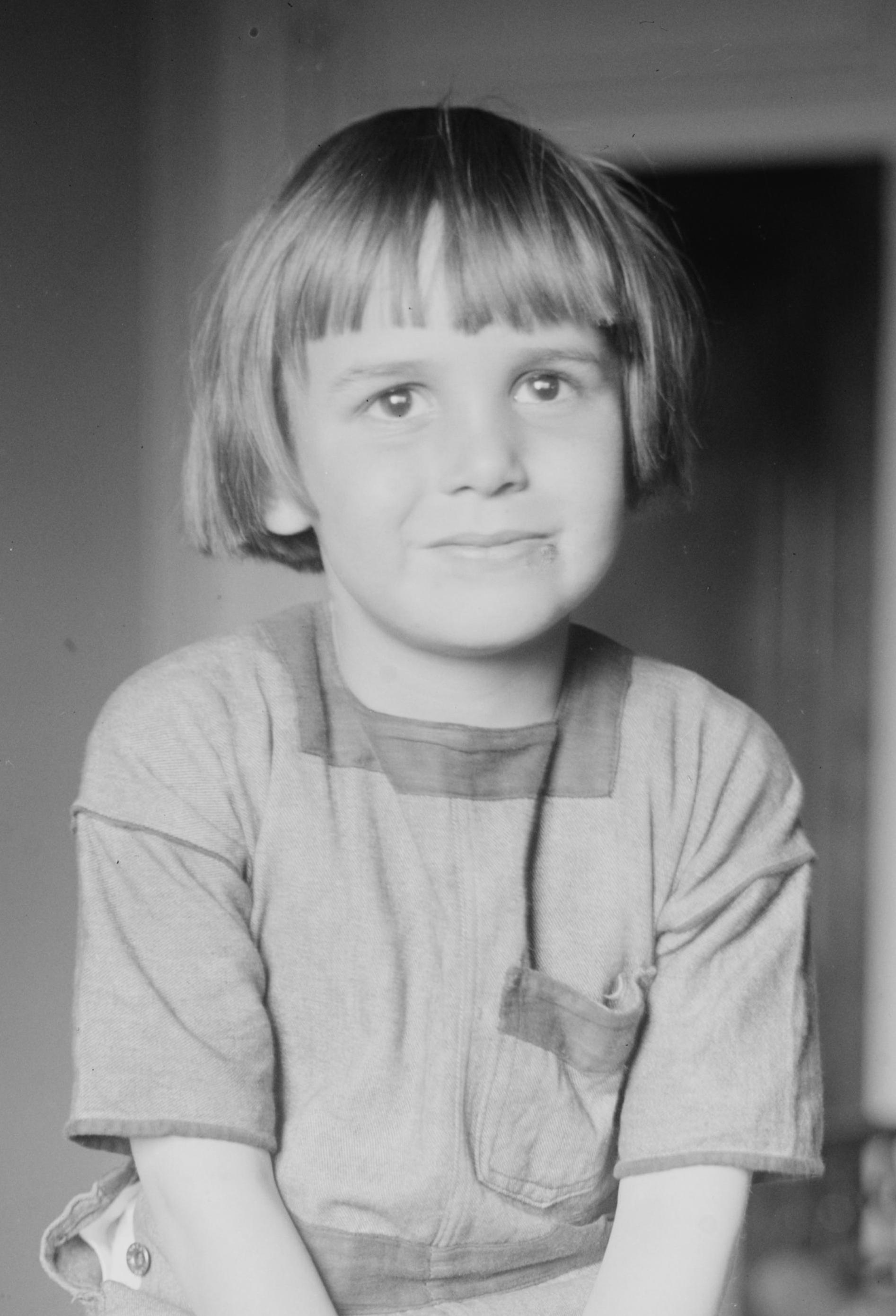
Jackie Coogan w dzieciństwie

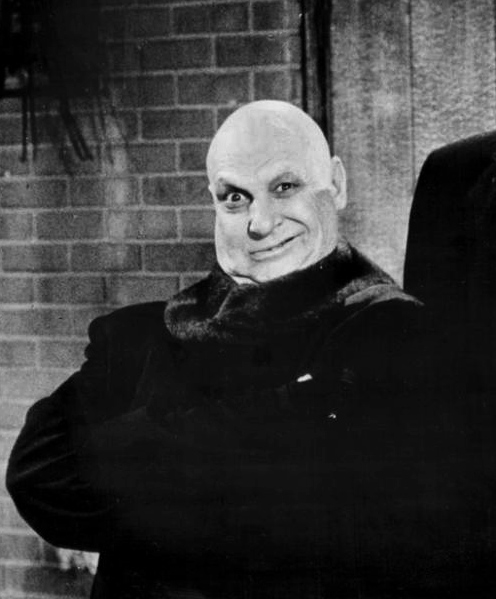
Jackie Coogan w 1966 jako wujek Fester w Rodzinie Addamsów

W 1938 roku zaskarżył swoich rodziców do sądu, żądając od nich zwrotu pieniędzy, które zarobił jako dziecko w latach dwudziestych. Sprawę wygrał, ale pieniądze zostały pochłonięte przez koszty sądowe. Jego sprawa posłużyła jako podstawa do uchwalenia tzw. Prawa Coogana (Coogan Act) broniącego interesów dzieci-aktorów.

## Filmografia
- 1920: Brzdąc (The Kid) jako brzdąc
- 1931: Skippy (Skippy) jako Skippy Skinner
- 1953: Aktorka (The Actress) jako Niestosowny
- 1965: Szczęśliwa dziewczyna (Girl Happy) jako sierżant Benson
- 1968: Najgorszy rewolwerowiec Dzikiego Zachodu (The Shakiest Gun in the West) jako Matthew Basch
- 1969: Marlowe (Marlowe) jako Grant W. Hicks
- 1973: Synowie szeryfa (Cahill U.S. Marshal) jako Charlie Smith